# Colossendeis glacialis
Colossendeis glacialis is een zeespin uit de familie Colossendeidae. De soort behoort tot het geslacht Colossendeis. Colossendeis glacialis werd in 1907 voor het eerst wetenschappelijk beschreven door Hodgson. 